# 6517 Buzzi
6517 Buzzi este o planetă minoră (asteroid) din centura de asteroizi. A fost descoperită pe 21 ianuarie 1990 la Observatorul Palomar de Eleanor F. Helin și a fost numită după Luca Buzzi⁠(d). 
Obiectul prezintă o orbită caracterizată de o semiaxă mare de 1,9261763 UAi, o excentricitate de 0,05, o înclinație de 23,4171 ° în raport cu ecliptica.